# 배트맨과 할리 퀸
《배트맨과 할리 퀸》(영어: Batman and Harley Quinn)은 배트맨과 나이트윙, 할리 퀸을 주인공으로 한 2017년 애니메이션 영화이다. 샘 류 감독이 연출하고, 브루스 팀이 각본을 썼다. 2017년 8월 디지털과 DVD, 블루레이로 출시되었다.

## 성우진
- 케빈 콘로이 - 브루스 웨인 / 배트맨
- 로런 레스터 - 딕 그레이슨 / 나이트윙
- 멀리사 라우시 - 할린 퀸절 박사 / 할리 퀸
- 패짓 브루스터 - 패멀라 아일 / 포이즌 아이비
- 케빈 마이클 리처드슨 - 제이슨 우드루 / 플로로닉맨
- 존 디마지오 - 앨릭 홀랜드 박사 / 스왬프 싱, 사지 스틸